# Trichocellus mannerheimii
Trichocellus mannerheimii är en skalbaggsart som först beskrevs av F. Sahlberg 1844.  Trichocellus mannerheimii ingår i släktet Trichocellus, och familjen jordlöpare. Arten har ej påträffats i Sverige.